# TAI Şimşek
TAI Şimşek (рус. Молния) — турецкий высокоскоростной дрон-мишень и дрон-камикадзе с турбореактивным двигателем, разработанный компанией Turkish Aerospace Industries (TAI) в период с 2009 по 2012 год для нужд Вооружённых сил Турции.
Изначально разрабатывался как дрон-мишень, однако, начиная с 2020 года, был модифицирован, что позволило использовать его как дрон-камикадзе.

## Описание
Программа создания высокоскоростной системы беспилотных летательных аппаратов в Турции началась в 2009 году. Ставилась задача удовлетворить потребности турецких военных в тренировках по борьбе с воздушными целями, имитируя вражеские самолеты или ракеты.
Şimşek был создан в 2012 году как высокоскоростная платформа с турбореактивным двигателем. Аппарат достигал скорости в 740 км/ч, диапазон высот — от 305 до 4572 метров. Şimşek обладает относительно небольшими габаритами. При длине фюзеляжа в 3,4 метра, размах крыла БЛА составляет лишь 1,5 метра.
Şimşek имитирует самолеты и ракеты противника для тренировок по наблюдению и стрельбе в режимах «воздух-воздух», «земля-воздух», зенитных артиллерийских и ракетных систем. Может использоваться как ложная цель для выявления ПВО противника.
В 2020 году претерпел сильные изменения, что позволило использовать его еще и как дрон-камикадзе.

Теперь система способна использоваться как дрон-камикадзе. Он может нести 5 килограммов взрывчатки и пролететь около 100—200 километров при запуске с беспилотника. Мы производим 100 дронов Şimşek в год— глава компании TAI Темель Котиль, 2021
Şimşek может подвешиваться к более крупном боевым дронам, таким TAI Anka и Aksungur, способными обеспечить увеличенную дальность и скорость. Будучи запущенным с беспилотника, он может быть использован для отвлечения противовоздушной обороны противника.

## Super Şimşek
В 2023 году стало известно, что готовится новая модификация Şimşek.
Предполагается, что новейшая разработка Super Şimşek будет иметь значительно больший радиус действия, чем другие беспилотники семейства Şimşek, поскольку он будет представлять собой более крупную и быструю платформу при использовании в качестве дрона-камикадзе.
Super Şimşek будет иметь массу порядка 200 кг. Фактически, это будет, в некотором смысле, крылатая ракета.
При необходимости дрон будет способен нести боеголовку массой до 35 кг. Его первоначальное предназначение — быть целевым самолетом для тестирования систем ПВО. Он будет способен летать со скоростью около 0,8-0,9М. Дрон в долгосрочной перспективе будет выполнять 11 различных миссий, таких как радиоэлектронная борьба, электронная поддержка и электронная атака.

## Технические характеристики
Общие характеристики
- Максимальная скорость: 650 км/ч
- Время полета: 45 мин.
- Высота полета: от 15 до 7600 м
- Максимальная дальность полета: 120 км
- Способ запуска: стартовая катапульта или сбрасывание с беспилотника